# Cordesse
Cordesse é uma comuna francesa na região administrativa de Borgonha-Franco-Condado, no departamento Saône-et-Loire. Estende-se por uma área de 10,71 km². Em 2010 a comuna tinha 195 habitantes (densidade: 18,2 hab./km²).